# Jaroslav Šajtar
Jaroslav Šajtar (Ostrava, 3 dicembre 1921 – Praga, 4 febbraio 2003) è stato uno scacchista ceco.
Ottenne il titolo di Maestro Internazionale nel 1950 e di Grande Maestro "Honoris causa" nel 1985.
Nel 1956 venne eletto vice presidente della FIDE. Ricoprì diverse cariche presso la FIDE fino al 1974, dopodiché si dedicò all'organizzazione degli scacchi in Cecoslovacchia. Fu spesso arbitro delle Olimpiadi per studenti universitari.

## Principali risultati
Nel 1938 vinse il torneo internazionale di Cracovia. Nel 1947 fu 2°-4° a Varsavia con Isaac Boleslavsky, Luděk Pachman e Vassily Smyslov (vinse Svetozar Gligorić).
Nel 1952 fu 2° nel campionato cecoslovacco, dietro a Miroslav Filip.
Con la nazionale della Cecoslovacchia ha partecipato alle Olimpiadi degli scacchi di Helsinki 1952 e Amsterdam 1954, ottenendo complessivamente il 51,8% dei punti.